# Dicranopygium callithrix
Dicranopygium callithrix är en enhjärtbladig växtart som beskrevs av Silverst. Dicranopygium callithrix ingår i släktet Dicranopygium och familjen Cyclanthaceae.
Artens utbredningsområde är Colombia. Inga underarter finns listade.